# Saint-Clément (Gard)
Saint-Clément település Franciaországban, Gard megyében. Lakosainak száma 347 fő (2022. január 1.). Saint-Clément Aspères, Carnas, Gailhan és Salinelles községekkel határos.

## Népesség
A település népessége az elmúlt években az alábbi módon változott:
| Lakosok száma | 150  | 113  | 122  | 235  | 350  | 362  | 379  | 359  | 354  | 347  |
|               | 1968 | 1982 | 1990 | 2006 | 2013 | 2015 | 2017 | 2019 | 2020 | 2022 |